# Kobylinek (województwo warmińsko-mazurskie)
Kobylinek (niem. Kobylinnen (wieś), 1938–1945 Kobilinnen) – osada w Polsce położona w województwie warmińsko-mazurskim, w powiecie ełckim, w gminie Prostki. 
W latach 1975–1998 miejscowość należała administracyjnie do województwa suwalskiego.